# Notre homme Flint
Série
F comme Flint
(1967)
Pour plus de détails, voir Fiche technique et Distribution.
Notre homme Flint (Our Man Flint) est un film américain de Daniel Mann, sorti en 1966.
Ce film est une version parodique de la série des James Bond, et donnera lieu à une suite, un an après : F comme Flint.

## Synopsis
À la demande du président des États-Unis, Derek Flint est chargé de retrouver trois savants fous qui tentent de prendre le contrôle de la planète, en causant éruptions volcaniques et tremblements de terre...

## Fiche technique
- Titre : Notre homme Flint
- Titre original : Our Man Flint
- Réalisation : Daniel Mann
- Scénario : Hal Fimberg et Ben Starr
- Photographie : Daniel L. Fapp
- Musique : Jerry Goldsmith
- Production : Saul David
- Studio de production : 20th Century Fox
- Genre : espionnage, parodie
- Durée : 108 minutes
  - États-Unis : 16 janvier 1966
  - France : 30 mars 1966
- Affiche : Raymond Elseviers (titre : Derek Flint contre Galaxy, Belgique)

## Distribution
- James Coburn (VF : Jean-Pierre Duclos) : Derek Flint
- Gila Golan (en) : Gila
- Lee J. Cobb (VF : André Valmy) : Lloyd Cramden
- Edward Mulhare (VF : Raymond Loyer) : Malcolm Rodney
- Rhys Williams (VF : Henri Virlojeux) : le docteur Krupov
- Peter Brocco (VF : Georges Hubert) : le docteur Wu
- Benson Fong : le docteur Schneider
- Russ Conway (VF : Claude Bertrand) : le général Hawkin
- Michael St. Clair (VF : Jean Clarieux) : Hans Gruber
- Shelby Grant (en) : Leslie
- Sigrid Valdis : Anna
- Helen Funai : Sakito
- Gianna Serra : Gina
- Tura Satana : le 2e danseur
- James Brolin : un technicien
- Joe Gray : un garde de sécurité
- Steven Geray (VF : Henri Crémieux) : le diplomate allemand
- Bob Gunner (VF : Michel Gatineau) : l'agent 0008
- Eugene Borden (VF : Lucien Bryonne) : le diplomate français
- Jack Raine (VF : René Fleur) : le diplomate anglais

## Commentaires
- Le film connaîtra une suite un an plus tard : F comme Flint, toujours avec James Coburn et Lee J. Cobb.
- Jean-Pierre Duclos, qui doublait aussi Sean Connery dans les premiers James Bond, y double ici James Coburn parodiant James Bond.
- Le cinéma américain va exploiter le filon des James Bond en produisant d'autres espions récurrents, dont Dean Martin dans le rôle de Matt Helm.